# Baños de Rioja
Baños de Rioja è un comune spagnolo di 97 abitanti situato nella comunità autonoma di La Rioja.